# Безнате
Безна̀те (на италиански: Besnate; на ломбардски: Besnàa, Безнаа) е градче и община в Северна Италия, провинция Варезе, регион Ломбардия. Разположено е на 300 m надморска височина. Населението на общината е 5596 души (към 2018 г.).